# Alistair Johnston
Pour les articles homonymes, voir Johnston.
Alistair Johnston né le 8 octobre 1998 à Vancouver en Colombie-Britannique, est un joueur international canadien de soccer qui joue au poste d'arrière latéral au Celtic FC.

## Biographie

### Jeunesse et formation
Alistair Johnston est né à Vancouver,, d'un père canadien et d'une mère nord-irlandaise originaire de Newtownards. Il dispose ainsi d'un passeport britannique grâce à sa mère. Sa famille et lui déménagent à Montréal à l'âge de quatre ans,, où il commence à jouer au soccer avec le Lakeshore SC. Puis, ils déménagent une nouvelle fois à Aurora, à l'âge de sept ans,,. Il continue le soccer au ANB Futbol et réalise également un essai d'une semaine avec le club français de l'ESTAC Troyes,. En 2015, il intègre le Vaughan SC où il fait la suite de sa formation,. Il continue à jouer au soccer pendant ses vacances d'été, lorsqu'il joue avec l'équipe sénior du Vaughan SC en League1 Ontario. Il inscrit son seul but en League1 Ontario le 28 juin 2019, contre le North Mississauga SC (victoire 0-1). Il dispute également deux rencontres du championnat canadien face aux Wanderers d'Halifax,. Il dispute 17 rencontres dont 15 en championnat avec le Vaughan SC entre 2015 et 2019.

### Parcours universitaire

#### Red Storm de Saint John
Alistair Johnston obtient son diplôme de secondaire à Aurora High School, en Ontario en 2016. Il joue ensuite au soccer au niveau universitaire à l'Université Saint John, à New York, entre 2016 et 2017. Le 26 août 2016, il participe à son premier match en tant que titulaire avec le Red Storm face aux Dragons de Drexel (0-0). Le 31 août, il inscrit son premier but face aux Peacocks de Saint Peter (victoire 2-0). La rencontre suivante, il inscrit un nouveau but contre l'Orange de Syracuse (défaite 3-2) puis face aux Tigers de Princeton le match d'après (victoire 1-3). Après avoir inscrit son quatrième but de la saison face aux Bulldogs de Butler (victoire 2-1), il est nommé meilleur freshman de la semaine de la Big East le 17 octobre,. Le Red Storm ne parvient pas à se qualifier pour les séries éliminatoires du championnat de la NCAA. Nommé dans l'équipe-type freshman de la Big East le 5 novembre,.
La saison suivante, il inscrit son premier but lors de la première rencontre de la saison le 25 août 2017 face aux Dragons de Drexel (victoire 0-3). Le 9 septembre, il inscrit un nouveau but face aux Owls de Temple (victoire 2-0), puis il marque son premier doublé face aux Gauchos de l'UC Santa Barbara le match d'après (victoire 2-1). Le 23 septembre, il délivre sa première passe décisive à Jack Shearer face aux Musketeers de Xavier (victoire 3-0). Lors des quarts de finale du tournoi de la Big East (en), il inscrit son deuxième doublé de la saison face aux Bluejays de Creighton (victoire 3-1). Mais ils sont éliminés en demi-finale du tournoi par les Hoyas de Georgetown, futurs vainqueurs (défaite 2-1). Nommé dans l'équipe-type du tournoi le 12 novembre. En 36 rencontres, il inscrit dix buts et quatre passes décisives avec le Red Storm de Saint John.

#### Demon Deacons de Wake Forest
En mai 2018, il rejoint l'Université Wake Forest, située à Winston-Salem en Caroline du Nord. Le 24 août, il participe à son premier match avec les Demon Deacons face aux Hoosiers de l'Indiana (victoire 2-1). Le 1er septembre, il délivre sa première passe décisive à Machop Chol face aux Eagles de Florida Gulf Coast (en) (victoire 1-3), puis face au Blue Hose de Presbyterian, il entre en jeu et délivre deux autres passes décisives (victoire 4-1). Une semaine plus tard, il marque son premier but de la saison face aux Eagles de Georgia Southern (victoire 2-0). Le 12 octobre, il inscrit un nouveau but face aux Eagles de Boston College (victoire 2-1) puis face aux Gamecocks de la Caroline du Sud le match d'après (victoire 0-2). Ils sont éliminés en demi-finale du tournoi de l'ACC (en) par les Cardinals de Louisville, futurs vainqueurs (défaite 1-2). Les Demon Deacons participent aux séries éliminatoires du championnat de la NCAA, mais perdent en quart de finale face aux Zips d'Akron (défaite 0-1). Nommé dans l’équipe académique de l’ACC le 31 janvier 2019. Lors de sa première saison à Wake Forest, il ne dispute aucune rencontre en tant que titulaire.
La saison suivante, il participe à son premier match en tant que titulaire face aux Knights de l'UCF le 30 août 2019 (victoire 2-1). Le 9 septembre, il inscrit son premier but de la saison face au Big Green de Dartmouth (victoire 3-1),. Le 8 octobre, il inscrit un nouveau but face aux Panthers d'High Point (en) (victoire 5-0),. Ils sont éliminés une nouvelle fois en demi-finale du tournoi de l'ACC (en) par les Cavaliers de la Virginie, futurs vainqueurs (défaite 1-0). Nommé dans la troisième équipe-type de l’ACC le 13 novembre,. Puis, les Demon Deacons participent une nouvelle fois aux séries éliminatoires du championnat de la NCAA. Lors des quarts de finale face aux Gauchos de l'UC Santa Barbara, il inscrit l'unique but de la rencontre et accède au tournoi final, la College Cup,. Nommé meilleur joueur et dans l'équipe-type de la semaine de TopDrawerSoccer (en) le 10 décembre. Mais ils sont éliminés en demi-finale par les Cavaliers de la Virginie (défaite 2-1). Nommé dans l'équipe-type du Sud des United Soccer Coaches (en). Puis, nommé pour la deuxième fois dans l’équipe académique de l’ACC le 28 janvier 2020,. Il reçoit également une bourse d’études supérieures de l’ACC le 15 mars. Puis, il est nommé au tableau d'honneur académique de l'ACC le 17 juin,. En 43 rencontres, il inscrit six buts et dix passes décisives avec les Demon Deacons de Wake Forest.

### Carrière en club

#### Débuts professionnels à Nashville (2020-2021)
Alistair Johnston est repêché en onzième position par Nashville SC le 9 janvier 2020 lors de la MLS SuperDraft 2020,. Il signe son premier contrat professionnel avec Nashville le 25 février. La saison 2020 est suspendue après deux semaines d'activités en raison de la pandémie de Covid-19 aux États-Unis,. C’est dans ce contexte très particulier que Nashville devait retrouver les terrains quatre mois après, à l’occasion du tournoi nommé MLS is Back, mais doit déclarer forfait après que plusieurs joueurs ont été testés positifs à la Covid-19 juste avant son premier match,. Le 12 août, il fait ses débuts professionnels en MLS face au FC Dallas. Lors de ce match, il entre à la 67e minute de la rencontre, à la place de Brayan Beckeles (victoire 0-1),. Quatre jours plus tard, il participe à son premier match en tant que titulaire en MLS contre la même équipe (0-0). Il aide la franchise à atteindre les séries éliminatoires. Il dispute 18 rencontres pour sa première saison professionnelle,.
La saison suivante, il inscrit son premier but en MLS avec les Boys in Gold, le 22 septembre 2021, contre l'Inter Miami (victoire 1-5),.

#### Retour au Canada (2022)
Le 27 décembre 2021, Johnston retourne au Canada et rejoint le CF Montréal, s'engageant pour deux ans, avec deux saisons en option. Dans le transfert, Nashville reçoit un montant d'un million de dollars en allocation générale.

#### Transfert en Écosse
Auteur d'une saison remarquée en 2022, Johnston participe à la Coupe du monde 2022 avec le Canada où il joue l'entièreté des rencontres de la phase de groupes. Pendant la compétition, son transfert au Celtic FC est évoqué avant d'être officialisé le 3 décembre 2022,. Le transfert devient effectif le 1er janvier 2023.
Johnston connait ses premières minutes avec le Celtic au cours du Old Firm face au Rangers FC le 2 janvier 2023, étant titularisé sur le flanc droit de la défense et jouant l'intégralité de la rencontre qui se solde par un verdict nul 2-2 à l'Ibrox Stadium,. Il retrouve les Rangers, opposés au Celtic, lors de la finale de la Coupe de la Ligue écossaise le 26 février suivant. Titulaire, il participe à la victoire 2-1 des siens et remporte son premier titre avec son nouveau club. Quelques jours plus tard, il inscrit son premier but dans une victoire 5-1 face au Saint Mirren FC,.

### Carrière internationale
Alistair Johnston participe à son premier rassemblement des Rouges en janvier 2021,. Le 23 mars 2021, il est appelé en sélection canadienne pour la première fois par le sélectionneur John Herdman pour participer à deux matchs des éliminatoires de la Coupe du monde 2022, contre les Bermudes puis contre les îles Caïmans,. Le 25 mars 2021, il honore sa première sélection contre les Bermudes. Lors de ce match, il entre à la 69e minute de la rencontre, à la place de Richie Laryea. Le match se solde par une victoire 5-1 des Canadiens. Quatre jours plus tard, il est pour la première fois titulaire en sélection face aux îles Caïmans, il parvient à marquer son premier but et à donner sa première passe décisive à Lucas Cavallini,. Le match se solde par une large victoire 11 à 0 des Canadiens.
Le 1er juillet 2021, il est retenu dans la liste des vingt-trois joueurs canadiens sélectionnés par John Herdman pour disputer la Gold Cup 2021,.
Le 13 novembre 2022, il est sélectionné par John Herdman pour participer à la Coupe du monde 2022.

## Statistiques

### Statistiques en club
| Saison                | Club                  | Championnat           | Championnat | Championnat | Championnat | Coupe nationale | Coupe nationale | Coupe nationale | Coupe de la Ligue | Coupe de la Ligue | Coupe de la Ligue | Compétition(s) continentale(s) | Compétition(s) continentale(s) | Compétition(s) continentale(s) | Compétition(s) continentale(s) | Séries | Séries | Séries | Canada | Canada | Canada | Total | Total | Total |
| Saison                | Club                  | Division              | M.          | B.          | P.d.        | M.              | B.              | P.d.            | M.                | B.                | P.d.              | Comp.                          | M.                             | B.                             | P.d.                           | M.     | B.     | P.d.   | M.     | B.     | P.d.   | M.    | B.    | P.d.  |
| 2020                  | Nashville SC          | MLS                   | 18          | 0           | 0           | -               | -               | -               | -                 | -                 | -                 | -                              | -                              | -                              | -                              | 3      | 0      | 0      | -      | -      | -      | 21    | 0     | 0     |
| 2021                  | Nashville SC          | MLS                   | 26          | 1           | 1           | -               | -               | -               | -                 | -                 | -                 | -                              | -                              | -                              | -                              | 2      | 0      | 0      | 18     | 1      | 2      | 46    | 2     | 3     |
| Sous-total            | Sous-total            | Sous-total            | 44          | 1           | 1           | 0               | 0               | 0               | -                 | -                 | -                 | -                              | 0                              | 0                              | 0                              | 5      | 0      | 0      | 18     | 1      | 2      | 67    | 2     | 3     |
| 2022                  | CF Montréal           | MLS                   | 33          | 4           | 5           | 1               | 0               | 0               | -                 | -                 | -                 | LCC                            | 3                              | 0                              | 0                              | 2      | 0      | 0      | 15     | 0      | 0      | 54    | 4     | 5     |
| 2022-2023             | Celtic FC             | Premiership           | 14          | 1           | 0           | 5               | 0               | 1               | 1                 | 0                 | 0                 | -                              | -                              | -                              | -                              | -      | -      | -      | 3      | 0      | 0      | 23    | 1     | 1     |
| 2023-2024             | Celtic FC             | Premiership           | 32          | 1           | 5           | 4               | 0               | 2               | -                 | -                 | -                 | C1                             | 6                              | 0                              | 0                              | -      | -      | -      | 12     | 0      | 0      | 54    | 1     | 7     |
| 2024-2025             | Celtic FC             | Premiership           | 32          | 4           | 10          | 4               | 0               | 1               | 3                 | 0                 | 1                 | C1                             | 10                             | 0                              | 0                              | -      | -      | -      | 8      | 0      | 0      | 57    | 4     | 12    |
| Sous-total            | Sous-total            | Sous-total            | 78          | 6           | 15          | 13              | 0               | 4               | 4                 | 0                 | 1                 | -                              | 16                             | 0                              | 0                              | -      | -      | -      | 23     | 0      | 0      | 134   | 6     | 20    |
| Total sur la carrière | Total sur la carrière | Total sur la carrière | 155         | 11          | 21          | 14              | 0               | 4               | 4                 | 0                 | 1                 | -                              | 19                             | 0                              | 0                              | 7      | 0      | 0      | 56     | 1      | 2      | 255   | 12    | 28    |

## Palmarès

### En club
Demon Deacons de Wake Forest
- Vainqueur de la saison régulière de l'ACC en 2018

 Celtic FC
- Champion d'Écosse en 2023, 2024 et 2025
- Vainqueur de la Coupe d'Écosse en 2023 (en) et 2024 (en)
- Vainqueur de la Coupe de la Ligue écossaise en 2023 (en) et 2025 (en)
- Finaliste de la Coupe d'Écosse en 2025

### Distinctions personnelles
- Membre du tableau d'honneur académique de l'ACC en 2020
- Membre de l’équipe académique de l’ACC en 2018 et 2019
- Membre de la 3e équipe-type de l'ACC en 2019[97]
- Membre de l'équipe-type du tournoi de la Big East (en) en 2017[98]
- Membre de l'équipe-type freshman de la Big East en 2016[99]
- Désigné une fois « meilleur freshman de la semaine de la Big East »[99] et une fois « meilleur joueur de la semaine de TopDrawerSoccer (en) »
- Membre de l'équipe-type de la Copa América en 2024[100]
- Membre de l'équipe-type PFA (en) de Scottish Premiership en 2025[101]